# اور سور اواز
اُوِر سور اواز (به فرانسوی: Auvers-sur-Oise) شهری است که در ۲۷٫۲ کیلومتری شمال غربی پاریس در کشور فرانسه واقع شده‌است. این شهر سابقاً روستایی در حوالی پاریس بود.
تعداد زیادی از هنرمندان مشهور برای مدتی در این روستا زندگی کرده‌اند از جمله ونسان ون گوگ نقاش معروف هلندی مدتی در این روستا اقامت داشت و در حوالی این روستا در اثر شلیک گلوله به سینه‌اش زخمی و کشته شد.